# Zygonyx viridescens
Zygonyx viridescens is een libellensoort uit de familie van de korenbouten (Libellulidae), onderorde echte libellen (Anisoptera).
De wetenschappelijke naam Zygonyx viridescens is voor het eerst geldig gepubliceerd in 1900 door Martin.